# Ci (digramme)
Cette page contient des caractères spéciaux ou non latins. S’ils s’affichent mal (▯, ?, etc.), consultez la page d’aide Unicode.
Pour les articles homonymes, voir CI.
Ci (minuscule ci) est un digramme de l'alphabet latin composé d'un C et d'un I. 

## Linguistique
- En italien, le digramme "ci" représente le phonème [tʃ ] devant une voyelle centrale ou postérieure.

## Représentation informatique
À la différence d'autres digrammes, il n'existe aucun encodage de Ci sous la forme d'un seul signe. Il est toujours réalisé en accolant les lettres C et I.